# Pseudogeloius affinis
Pseudogeloius affinis är en insektsart som beskrevs av Kevan, D.K.M. 1965. Pseudogeloius affinis ingår i släktet Pseudogeloius och familjen Pyrgomorphidae. Inga underarter finns listade i Catalogue of Life.